# Triceratops prorsus
Triceratops prorsus  es una especie y tipo género Triceratops , dinosaurios ceratopsianos ceratópsidos, que vivió a finales del período Cretácico, hace aproximadamente entre 68 a 66 millones de años, durante el Maastrichtiense, en lo que hoy es Norteamérica. Fue nombrado por Marsh en 1890, su espécimen tipo es YPM 1822, un cráneo y su localidad tipo es Middle Fork, Dry Creek, conformada una arenisca terrestre datada en el Maastrichtiense de en la Formación Laramie de Wyoming. T. prorsus se diferencia de especie tipo Triceratops horridus por tener un hocico más profundo. Scannella y Fowler en 2009 también apoyaron la separación de T. prorsus y T. horridus, y notaron que las dos especies estaban separadas estratigráficamente dentro de la Formación Hell Creek, indicando que nunca vivieron juntas al mismo tiempo.